# ゲンマ・フリシウス

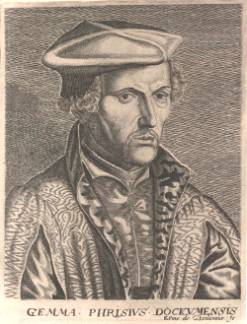
Gemma Frisius, seventeenth-century woodcut by E. de Boulonois

ゲンマ・フリシウス（Gemma Frisius または Reiner Gemma、姓のGemmaはヘンマ、ゲマとも、1508年12月9日 - 1555年5月25日）はフリースランド（現在のオランダ）の数学者、地図製作者、天文観測機器製作者である。地球儀の製作や、天文観測機器の改良によって知られる。

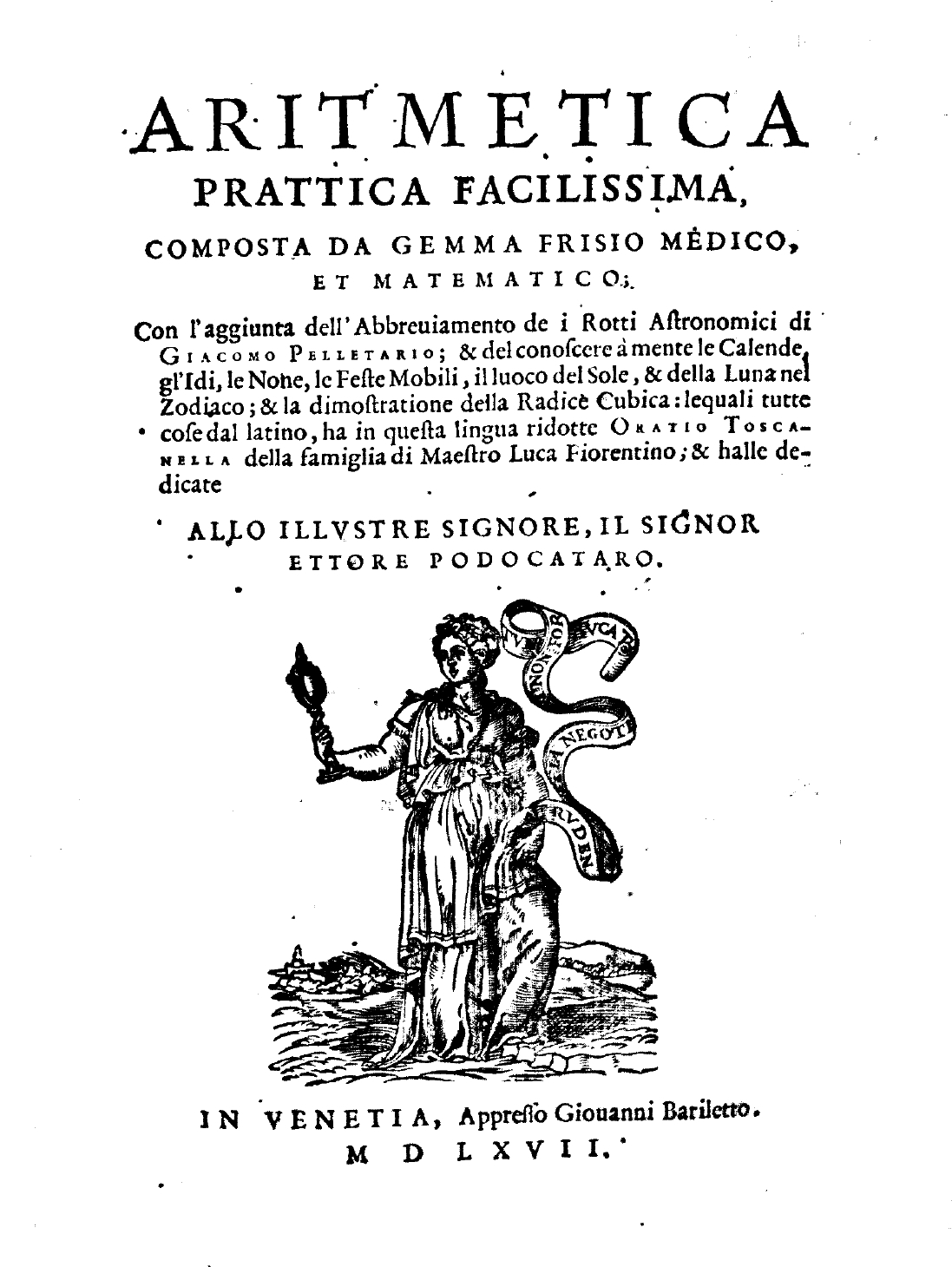
Aritmetica prattica facilissima, 1567

フリースランドのw:Dokkumの貧しい家に生まれるが、ルーヴェン大学で医学を学び、そこで医学を教えた。学生の頃から、地球儀や天体観測機器をつくる工房を作り、その製作する機器の精度はチコ・ブラーエらに賞賛された。1529年にペトルス・アピアヌス(1495-1552)の地理書Cosmographiaの改訂版を出版した。1533年にCosmographia増補版を出版しその中に三角測量の方法を記述した。天体観測機器として太陽高度を観測するクロススタッフやアストロラーベ、アストロノミカル・リングなどを改良した。1530年には正確な時計を使えば経度が求まることを示したが、この方法を実用化するための正確な時計が得られるのは200年後のジョン・ハリソンによってである。
フリシウスは後に続くゲラルドゥス・メルカトル、ヨハネス・スタディウス、ジョン・ディーらに影響を与えた。